# Litlalangøyna
Pour l’article homonyme, voir Litlalangøyna (Alver).
Litlalangøyna est une île norvégienne du comté de Hordaland appartenant administrativement à Hauglandshella.

## Description
Rocheuse et désertique, elle s'étend sur environ 856 m de longueur pour une largeur approximative de 228 m. 